# Hetzeberg (Bad Salzungen)

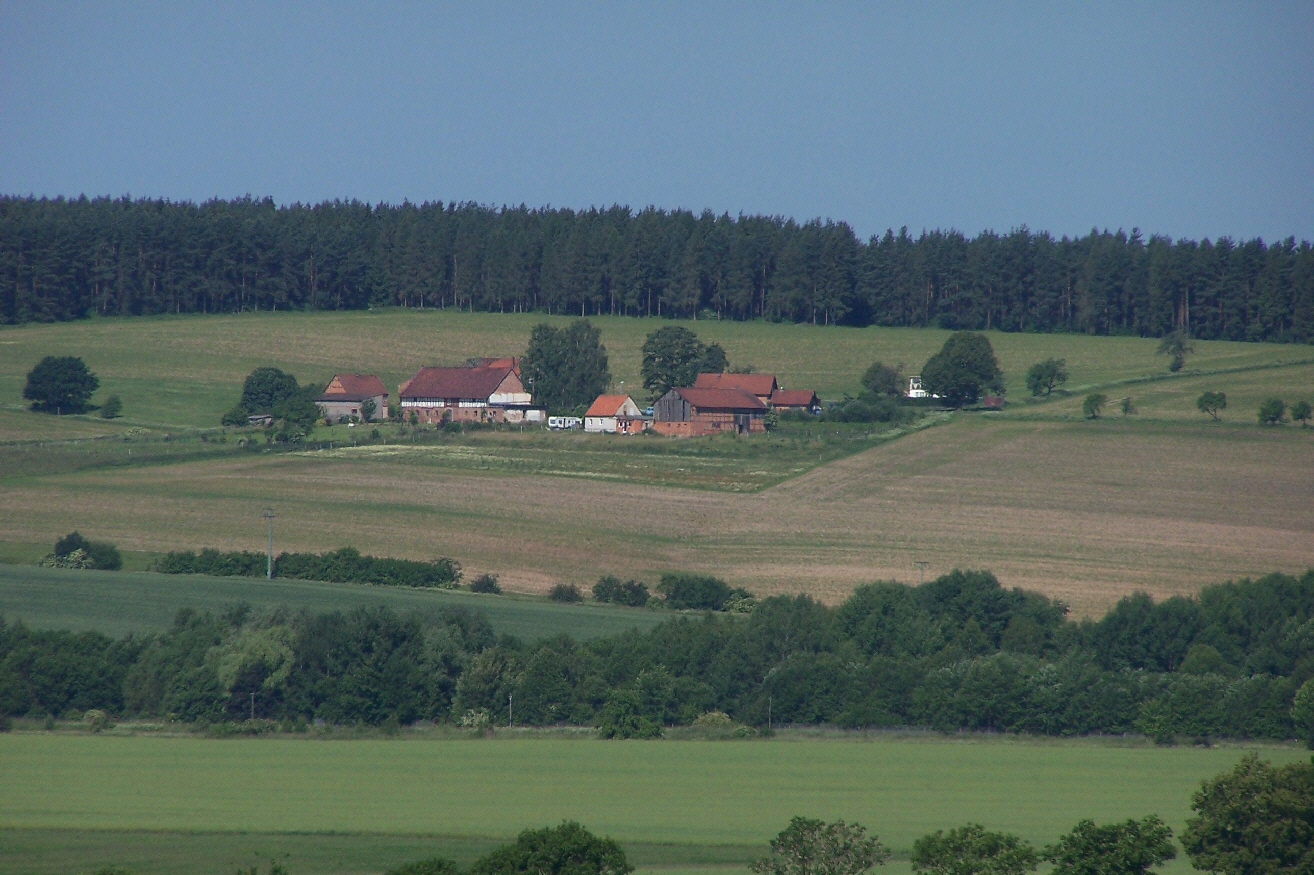
Die Siedlung Hetzeberg (2009)

Hetzeberg ist eine zum Stadtteil Ettenhausen an der Suhl der Stadt Bad Salzungen im thüringischen Wartburgkreis gehörende Kleinsiedlung.

## Lage
Hetzeberg liegt auf dem gleichnamigen Berg, etwa einen Kilometer südlich von Ettenhausen und etwa 6,5 Kilometer (Luftlinie) nordwestlich der Kernstadt.

## Geschichte
Um 1225 gehörte ein Hof Heizzils zum Kloster Fulda. Später war der Hof zu dem Hezils im Besitz der Frankensteiner, die ihn 1330 an Henneberg verkauften. 1754 gehörte Hetzeberg zum Amt Frauensee.